# Ramón Laval Alvial
Ramón Laval Alvial, Ramón A. Laval (San Fernando, 14 de marzo de 1862 - Santiago, 14 de octubre de 1929) fue un escritor y bibliógrafo chileno. Se le considera también como uno de los folcloristas chilenos más importantes de principios del siglo XX, dedicando gran parte de su tiempo al cultivo de esta disciplina, sobre la que realizó numerosas publicaciones.

## Biografía

### Primeros años
Ramón Arminio Laval Alvial nació en San Fernando (Chile) el 14 de marzo de 1862. Fue uno de los seis hijos nacidos del matrimonio formado por el emigrante francés Ramón Eduardo Laval Anglade y la chilena María del Socorro Alvial Díaz. Cuando Laval tenía tres años, en 1865, sus padres deciden trasladarse a Santiago, al popular barrio de Recoleta donde su padre ejerce la profesión de ingeniero. En Santiago, Ramón Laval estudió en el colegio de la Recoleta Dominica y luego teología y caligrafía; simultáneamente a ello, a la edad de 21 años, comienza a trabajar en Correos de Chile y luego en la Biblioteca Nacional donde presta funciones por treinta y tres años. Allí, Laval aprende bibliografía y además ocupa los puestos de secretario, subdirector y director de esa institución.

## Madurez literaria (1912 - 1915)
Entre 1912 y 1915, Ramón Laval dirigió diversas publicaciones de alto interés científico y, además de escritor metódico, fue un destacado bibliógrafo y como tal, en 1915 escribe su «Bibliografía de Bibliografías», obra que le situó entre los más sobresalientes escritores de esa rama en Chile. Además de escritor, Laval fue también uno de los folkloristas chilenos preponderantes de principios del siglo XX, junto con Julio Vicuña Cifuentes y el erudito y lingüista alemán naturalizado chileno Rodolfo Lenz. Junto a ellos, en 1909, Laval funda la Sociedad del Folklore Chileno, que dos años después se fusionaría con la recién creada Sociedad Chilena de Historia y Geografía, de la que fue su director entre 1925 y 1929.
Pese a su corta existencia, la Sociedad del Folclore Chileno agrupó a los principales estudiosos del género y publicó la primera revista especializada en el folclore nacional, ayudando a consolidar el estudio de las culturas populares en el país.
La obra de Laval destacó por el detallado trabajo de campo que él hizo en zonas rurales tales como Carahue, situada al sur de Chile, y por la erudición con que comparó diferentes manifestaciones de la cultura popular con sus equivalentes europeos. Entre sus obras destacaron: Del latín en el folklore chileno (1910), Oraciones, ensalmos y conjuros (1910), Cuentos chilenos de nunca acabar (1910), Contribución al folklore de Carahue (1916), Tradiciones, leyendas y cuentos recogidos de la tradición oral de Carahue (1920), Paremiología chilena (1923), Cuentos populares en Chile (1923) y Cuentos de Pedro Urdemales (1925), entre otros.
Según la Sociedad de Escritores de Chile, Ramón Laval dijo haber encontrado el modo de ganar el Jubileo Santo de 1910, y que, según el propio relato de Laval, el hallazgo fue hecho entre los libros de la biblioteca de Ramón Briseño, que en 1901 había adquirido la Biblioteca Nacional. Briceño era un bibliógrafo aficionado a los libros de rezo pero nunca había publicado dicha pertenencia por razones desconocidas.

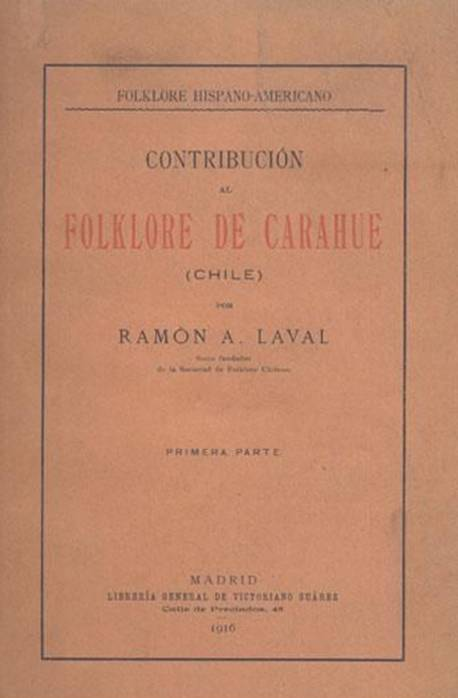
Contribución al folklore de Carahue, Ramón Laval Alvial, 1916.

## Últimos días (1928 - 1929)
El 15 de agosto de 1928, los médicos detectan una extraña enfermedad a Ramón Laval, enfermedad que finalmente lo llevaría a fallecer el 14 de octubre de 1929, a la edad de 67 años. Fue sepultado en el Cementerio Católico de Santiago de Chile, el 16 de octubre de ese mismo año.

## Publicaciones
- Revista Chilena de Historia y Geografía (1930)
- Tradiciones, leyendas y cuentos populares recogidos de la tradición oral en Carahue (Chile) (1920)
- Contribución al folklore de Carahue (1916)[14]
- Cuentos chilenos de nunca acabar (1910)
- Cuentos de Pedro Urdemales (trabajo leído en la Sociedad del Folklore Chileno, 1925)
- Oraciones, ensalmos y conjuros del pueblo chileno comparados con los que se dicen en España (artículo, 1910)[15]